# Pós-verdade
Pós-verdade é um neologismo que descreve a situação na qual, na hora de criar e modelar a opinião pública, os fatos objetivos têm menos influência que os apelos às emoções e às crenças pessoais. Na cultura política, se denomina política da pós-verdade (ou política pós-factual) aquela na qual o debate se enquadra em apelos emocionais, desconectando-se dos detalhes da política pública, e pela reiterada afirmação de pontos de discussão nos quais as réplicas fáticas — os fatos — são ignoradas. A pós-verdade difere da tradicional disputa e falsificação da verdade, dando-lhe uma "importância secundária". Resume-se como a ideia em que “algo que aparente ser verdade é mais importante que a própria verdade”. Para alguns autores, a pós-verdade é simplesmente mentira, fraude ou falsidade encobertas com o termo politicamente correto de "pós-verdade", que ocultaria a tradicional propaganda política.
Apesar de a Era da Pós-verdade estar intrinsecamente ligada ao campo da política, ela possui diferentes atores sociais que vão além de políticos, podendo também incluir institutos de pesquisas, agências de relações públicas, organizações da sociedade civil, jornalistas e o cidadão comum que se "lançam mão de diversos procedimentos de desinformação, como a produção de conteúdo completamente falso, a distorção de acontecimentos noticiados por veículos jornalísticos, a difusão de boatos em conversas presenciais ou através de serviços de comunicação". E as consequências da Era da Pós-Verdade se estendem em diversos campos, como a política (ao fazer a população apoiar guerras sem motivo), saúde (ao usar pesquisas falsificadas para gerar temor quanto às vacinas), educação (ao pressionar professores a darem ensinamentos baseados em ideologias político-religiosas ao invés de fatos cientificamente comprovados) e meio-ambiente (ao deslegitimar o impacto da ação humana no aquecimento global).
A questão da pós-verdade relaciona-se com a dimensão hermenêutica na fala de Nietzsche, admitindo-se que "não há fatos, apenas versões". A busca pela suposta verdade passa a segundo plano, ganhando expressão o perspectivismo de Foucault e as teorias da dissonância cognitiva e percepção. Atualmente, em ciências humanas e sociais, a discussão ganha importância com a agonística, que investiga e analisa o contexto social através da teoria dos jogos. Conceitos clássicos acerca do domínio dos fatos, da verdade, da informação e da esfera pública são, portanto, ressignificados. O conceito, também, dialoga com o pós-modernismo, “que rejeitou todas as metanarrativas e enfatizou a instabilidade da linguagem através da ‘desconstrução’”, postulando “que todos os textos são instáveis e irredutivelmente complexos, e que os significados, eternamente variáveis, são imputados pelos leitores e observadores”.
Em 2016, a Oxford Dictionaries, departamento da Universidade de Oxford responsável pela elaboração de dicionários, elegeu o vocábulo "pós-verdade" como a palavra do ano na língua inglesa. Segundo a mesma instituição, o termo “pós-verdade” com a definição atual foi usado pela primeira vez em 1992 pelo dramaturgo sérvio-americano Steve Tesich. O termo tem sido empregado com alguma constância desde meados da década de 2000, mas houve um pico de uso da palavra com o crescimento das mídias sociais. Só no ano de 2016, por exemplo, houve um crescimento 2.000% no uso do termo.

## Proliferação
A partir de 2018, os comentaristas políticos identificaram a política pós-verdade como ascendente em muitos países, principalmente na Austrália, Brasil, Índia, Rússia, Reino Unido e Estados Unidos, entre outros. Como em outras áreas de debate, isso está sendo impulsionado por uma combinação do ciclo de notícias de 24 horas,  balanço falso nos relatórios de notícias e a crescente onipresença das mídias sociais e sites de notícias falsas.